# Ваззан, Шафик
Шафик Адиб аль-Вазза́н (араб. شفيق الوزان‎; 16 января 1925, Бейрут, Французский Ливан — 8 июля 1999, Бейрут, Ливан) — ливанский государственный деятель, премьер-министр Ливана в 1980—1984 годах.

## Биография
Окончил юридический факультет бейрутского Университета Святого Иосифа.
Начал свою политическую карьеру в 1968 году с избрания депутатом Национальной Ассамблеи Ливана.
В 1969—1970 годах — министр юстиции в кабинете премьер-министра Рашида Караме. Также занимал должность министра почт, телеграфа и телекоммуникаций. В 1973 году был назначен председателем Высшего исламского совета.
В 1980 году в качестве компромиссной фигуры, не имеющей собственной базы власти, был назначен на пост премьер-министра Ливана. Тем не менее, ему удалось пробыть на этом посту до конца апреля 1984 года. Одновременно занимал должность министра внутренних дел. Его кабинет оказался одним из самых стабильных в период многолетней Гражданской войны в Ливане (1975—1990). Во время вторжения Израиля в Ливан (1982) он и возглавляемой им правительство выступило в качестве посредника в переговорах между лидером ООП Ясиром Арафатом и специальным посланником президента США Рейгана Филиппом Хабибом. В тот момент, когда в момент переговоров начались массированные бомбардировки Израилем находившихся под контролем палестинцев кварталов Бейрута Ваззан пригрозил прекратить диалог, воскликнув перед телекамерами: «Достаточно! Достаточно!» В итоге в ливанскую столицу были введены американские пехотинцы в составе Временных многонациональных сил ООН (UNIFIL), что вынудило отступать от Бейрута представителей палестинских военизированных подразделений и сирийских военных.
После того, как президент Ливана Амин Жмайель под давлением Сирии не подписал соглашение между правительством страны и Израилем о выводе израильских сил обороны (IDF) из Ливана кабинет министров полностью утратил доверие мусульманских лидеров страны. В апреле 1984 года возглавляемое им правительство было отправлено в отставку. после чего Ваззан отошёл от активной политической жизни.
В 1991 году ему удалось избежать покушения, организованного в Бейруте с помощью начинённого взрывчаткой автомобиля.